# Дидро, Дени
Дени́ Дидро́ (фр. Denis Diderot; 5 октября 1713[…], Лангр, Шампань, Королевство Франция[…] — 31 июля 1784[…], Париж, Королевство Франция) — французский писатель, философ-просветитель и драматург, основавший «Энциклопедию, или Толковый словарь наук, искусств и ремёсел» (1751). Иностранный почётный член Петербургской академии наук (1773).
Вместе с Вольтером, Руссо, Монтескьё, Д’Аламбером и другими энциклопедистами Дидро был идеологом третьего сословия и создателем тех идей Просветительного века, которые подготовили умы к Великой французской революции.

## Биография
Родился в Лангре (Шампань) в семье ножовщика и метрдотеля Дидье Дидро (1685—1759) и Анжелики Виньерон (1677—1748). Трое из пяти его братьев и сестёр дожили до зрелого возраста: Дениз Дидро (1715—1797), младший брат Дидье-Пьер Дидро (1722—1787), сестра Анжелика Дидро (1720—1749). По словам Артура Маккэндлеса Уилсона, Дидро очень восхищался своей двоюродной сестрой Дениз, иногда называя её «Сократом женского пола».
Начал формальное образование в иезуитском колледже в Лангре, получив степень магистра гуманитарных наук в области философии в 1732 году. Затем он поступил в колледж д’Аркур (Le collège d’Harcourt) в Парижском университете. Отказался от карьеры в духовенстве в 1735 году и вместо этого решил учиться на Парижском юридическом факультете. Однако его изучение права было недолгим, и в начале 1740-х годов решил стать писателем и переводчиком. Из-за его отказа заняться одной из учёных профессий отец отрёкся от него, и следующие десять лет он вёл богемную жизнь.
В 1742 году подружился с Жан-Жаком Руссо, с которым познакомился, наблюдая за играми в шахматы и попивая кофе в Café de la Régence. В 1743 году он ещё больше оттолкнул своего отца, женившись на набожной католичке Анне-Антуанетте Шампьон (1710—1796). Брак был признан нежелательным из-за низкого социального положения Шампьон, плохого образования, отсутствия отца и отсутствия приданого. Она была примерно на три года старше Дидро. В браке в октябре 1753 года родилась девочка, которую назвали Мари-Анжеликой Дидро (1753—1824, в браке — Каруайон), в честь умершей матери и сестры Дидро. Дочь впоследствии вышла замуж за сквайра и промышленника из Лангра Абеля Франсуа Николя Каруайона де Вандеуля (1746—1813). Смерть его сестры-монахини в монастыре, возможно, повлияла на мнение Дидро о религии. Предполагается, что она послужила вдохновением для его романа о монахине «La Religieuse», в котором он изображает женщину, которая вынуждена уйти в монастырь, где другие монахини причиняют ей страдания.
В 1765 году с целью улучшить материальное положение и накопления средств на приданое дочери выразил желание продать свою знаменитую библиотеку. Его друг, русский посол в Париже с 1762 года, князь Голицын посоветовал Екатерине II купить это собрание. Российская императрица приобрела библиотеку писателя за очень значительные деньги (15 тыс. ливров), с сохранением за Дидро права на пожизненное пользование книгами и сделав его её библиотекарем. Книги перевезли в арендованный дом в Париже с правом писателя пользоваться ими. Эта история получила значительный резонанс, который Екатерина Великая удачно использовала в свою пользу. В октябре 1785 года, уже после смерти Дидро, его библиотека была привезена в Санкт-Петербург и выставлена в одном из залов Эрмитажа. Однако как целостное собрание эта библиотека до нас не дошла: её намеренно рассредоточили по многочисленным книжным учреждениям России.
В благодарность за великодушный жест императрицы Дидро выполнял многочисленные её распоряжения. В литературе неоднократно отмечались заслуги Дидро перед русской культурой и искусством, а его авторитет в своё время был в России очень велик. Просветитель переписывался с императрицей, помогал советами и консультациями в области художественного образования и практики России, выполнял различные поручения императорского двора по приобретению произведений искусства: «Фактически именно Дидро заложил основу западноевропейской коллекции Эрмитажа, выступая как поверенный в делах князя Голицына и в этой функции сыграв решающую роль в приобретении для России ряда выдающихся по своему значению частных собраний, в том числе замечательного барона Кроза». Переговоры о покупке коллекции Кроза длились полтора года, и сделка закончилась продажей всего этого собрания за 460 тыс. ливров. Дидро и позже занимался приобретением художественных шедевров в пользу России. Кроме того скульптор Этьен Фальконе был приглашён в Россию для возведения памятника Петру I по рекомендации Дидро и при участии Голицына; по слухам именно французскому просветителю принадлежала общая идея этого памятника.
В разные годы поддерживал близкие отношения с мадмуазель Бабути (Mlle. Babuti), Мадлен де Пюизьё (Madeleine de Puisieux), Софи Воллан (Sophie Volland) и мадам де Мо (Mme de Maux). Его письма Софи Волланд известны своей откровенностью и считаются «среди литературных сокровищ восемнадцатого века».
Умер от эмфиземы в Париже 31 июля 1784 года.

## Мировоззрение
Дидро отрицал дуалистическое учение о раздвоении материального и духовного начала, признавая, что существует только материя, обладающая чувствительностью, а сложные и разнообразные явления — лишь результат движения её частиц. Человек представляет собою только то, что из него делают общий строй воспитания и смена фактов; каждое действие человека есть акт, необходимый в сцеплении актов, и каждый из этих последних так же неизбежен, как восход солнца. Дидро также являлся сторонником деизма.
По своим политическим воззрениям Дидро был сторонником теории просвещённого абсолютизма. Подобно Вольтеру, он не доверял народной массе, неспособной, по его мнению, к здравым суждениям в «нравственных и политических вопросах», и считал идеальным государственным строем монархию, во главе которой стоит государь, вооружённый всеми научными и философскими знаниями. Дидро верил в благотворность союза монархов и философов, и подобно тому как его материалистическое учение было направлено против духовенства и имело целью передать власть над «душами» философам, так его просвещённый абсолютизм стремился передать этим же философам власть государственную.
Известно, чем закончился союз философов и монархов. Последние ухаживали за первыми, но первые не оказали реального влияния на практическую политику просвещённых деспотов. Когда Дидро в 1773 году приехал в Петербург по приглашению Екатерины II, она обласкала мыслителя, беседовала с ним целыми часами, но скептически отнеслась к его проектам об уничтожении роскоши при дворе, обращении освободившихся средств на нужды народа и о всеобщем бесплатном обучении. Знаменитый философ получил от Екатерины крупную сумму денег за свою библиотеку, причём она была оставлена в его распоряжении, и Дидро выплачивалось жалование в размере 1000 ливров в год за заведование этой библиотекой.
Идеологом буржуазии Дидро является и в своих литературных произведениях. Он проложил во Франции путь буржуазно-сентиментальной драме, уже раньше зародившейся в Англии (Лилло, Мур, Камберленд и др.).

## Творчество
В 1757 году появилась его первая пьеса «Внебрачный сын» (фр. Un fils naturel), а в следующем 1758 году другая — «Отец семейства» (фр. Père de famille). Само заглавие обоих произведений указывает на то, что их сюжетами послужили семейные отношения. В первом Дидро защищал права незаконнорождённых детей, во второй — права сына выбирать себе жену по указанию сердца, а не отца. В рассуждениях, сопровождавших эти пьесы, Дидро устанавливает новый вид сценического искусства, который он называет «серьёзным жанром». Классический театр проводил строгое разделение между трагедией, жанром, существовавшим для возвышенных и героических тем, для изображения высшего сословия, с одной стороны, и комедией с будничными темами и героями из простых сословий — с другой. Сам факт установления среднего (между трагедией и комедией) жанра, который получил впоследствии такое распространение под именем драмы, свидетельствовал о том влиянии, которое оказывала буржуазия на развитие литературы. «Серьёзный жанр» снимал границы, отделявшие аристократические классы от низших, возвышенные чувства от будничных. Право на трагическое перестало быть исключительным правом придворного общества.
По учению Дидро, трогательные и возвышенные чувства можно найти и у бедняка. С другой стороны, забавное и смешное не чуждо и придворной аристократии. Если буржуазия стремилась разрушить сословные перегородки между собой и привилегированным дворянством, то Дидро разрушал сословные перегородки в литературных жанрах. Отныне трагедия становилась более очеловеченной. Все сословия могли быть представлены в драматическом произведении. Вместе с тем рационалистическое построение характеров уступило место реальному изображению живых людей. Чувствительность и нравоучение — основные черты нового жанра, вопросы семьи и морали — его главные темы, добродетельные буржуа, бедняки и крестьяне — преобладающие герои. Новый жанр вполне соответствовал задачам Просветительного века, театр стал проводником освободительных идей, вернулся к человеческой природе, отменил все условности, этикет, торжественный стих и высокий стиль классического направления, вполне отвечая вкусам буржуазии, которая не имела героических предков и воспоминаний, любила семейный очаг и жила в атмосфере своих будничных забот.
Эти же взгляды — верность природе, непригодность классических условностей и важное значение нравоучительного элемента в искусстве — Дидро отстаивает и в качестве критика и теоретика искусства. Он писал не только о литературе, но и об изобразительных искусствах («Салоны») и об искусстве актёра («Парадокс об актёре»). В своих «Салонах» он сближал живопись и скульптуру с литературой, требовал «нравственных картин» и рассматривал изобразительные искусства как своеобразное средство воздействия на умы. «Парадокс об актёре» до сих пор не утратил своего значения по богатству и оригинальности мыслей. Дидро — враг актёрской теории «нутра». Актёр должен играть обдуманно, изучив природу человека, неуклонно подражая какому-нибудь идеальному образцу, руководимый своим воображением, своей памятью, — такой актёр будет всегда равно совершенен: всё у него размерено, соображено, изучено, приведено в стройный порядок. «Власть над нами принадлежит не тому, кто в экстазе, кто — вне себя: эта власть — привилегия того, кто владеет собой».
Если драмы Дидро сохранили только исторический интерес, то более счастливым оказался Дидро в своих повестях. В них он удачнее проводит то положительное, что внесли идеологи буржуазии в литературу. Здесь ярко выражена зависимость героя от среды, их связь и взаимодействие: герой вставлен в рамки бытовых условий, и человеку вообще, человеку рационалистически, отвлечённо построенному классиками, противопоставляется общественный тип, живой образ, озаряющий смысл целой эпохи.
Из беллетристических произведений Дидро наибольшей известностью пользуется «Жак Фаталист» (фр. Jacques le fataliste, 1773) и в особенности «Племянник Рамо» (фр. Le Neveu de Rameau, опубликовано посмертно), лучшее из его художественных произведений. «Жак Фаталист» — повесть о странствиях и приключениях двух приятелей, в которую автор вставил ряд эпизодов. Здесь выведена вереница характерных фигур того времени, подвергнуты критике распущенность, эгоизм, бессодержательность, мелочность и отсутствие глубоких интересов в так называемом «обществе»; этому последнему противопоставляются примеры добродетели, искренность и чувствительность — качества, обретённые Дидро в буржуазной среде. Рамо, герой другой повести — талантливый циник, одновременно отталкивающий своей беспринципностью и привлекающий своими парадоксальными суждениями. В его лице Дидро воплотил всё отвратительное, что таилось в недрах старого общества. Рамо — это накипь, образующаяся на поверхности моря, взволнованного идейными бурями, в эпоху начавшейся ликвидации остатков дворянско-церковного господства. Это — муть, поднявшаяся со дна, когда свежая струя ворвалась в застоявшиеся воды, когда дрогнул и заколебался в своих основах старый мир и связанные с ним понятия. Рамо легко переходит от раболепия к наглости, он — не просто негодяй, он — виртуоз клеветы и обмана, он наслаждается бессилием честных людей в их борьбе с негодяями и испытывает что-то вроде художественного наслаждения, нападая на слабые, уязвимые стороны просветительной философии, любуется своей удобной позицией циника и беззастенчивостью нахала, которая позволяет ему легко и искусно проникать в лазейки, случайно образовавшиеся во время сложной социальной борьбы, есть и пить не без удовольствия и проводить время в праздности. Рамо отрицает всякую мораль — не только те устои, на которых держалось старое общество, но и новую, возникшую вместе с ростом буржуазии. Он враг всякой организованной общественности, типичная богема, индивидуалист, которого возмущает всякая дисциплина, всякое насилие над личностью. И, тем не менее, в Рамо есть нечто от самого Дидро, а именно огромный запас жизненных сил, могучее чувство природы, естественное ощущение своего «я» — то, что являлось существенным элементом в учении энциклопедистов. Дидро в конце концов готов в одном пункте признать его правым: «самое главное, чтобы вы и я существовали и были сами собою, а всё прочее пусть идёт, как может».
Следует указать также на повесть Дидро «Монахиня» (фр. La religieuse), где изображены развращённые нравы женского монастыря. Рассказ ведётся от лица молодой девушки-послушницы, не понимающей того, что она переживает. Тонкое сочетание чувствительности, смелого натурализма и психологической правды делает «Монахиню» одним из лучших произведений французской прозы XVIII века. Благодаря своей остро проведённой антиклерикальной тенденции «La religieuse» является великолепным образцом антирелигиозной пропаганды XVIII века.
Дидро — автор фразы «Лестничный ум», эквивалента русской поговорки «задним умом крепок». В своём эссе Paradoxe sur le comédien Дидро описывает, как во время обеда в доме государственного деятеля Жака Неккера ему было сделано замечание, которое заставило его надолго замолчать, потому что, как он объясняет, «чувствительный человек, такой как я, был преисполнен выдвинутым аргументом, смутился и смог ясно размышлять, только спустившись с лестницы».
О религии говорил: «Религия мешает людям видеть, потому что она под страхом вечных наказаний запрещает им смотреть».
Дочь Дидро Мари-Анжелика, маркиза де Вандель (Vandeul), собиралась частично и с купюрами опубликовать его неизданные произведения, но после Великой французской революции отказалась от этой затеи. Став после её окончания в рядах преуспевающей буржуазии, она категорически отклонила в 1822 году соответствующую просьбу издателя
Ж. Л. Бриера и заявила, что из-за их несомненной революционности произведения могут быть изданы лишь при её внуках или правнуках. Лишь после смерти её последнего прямого наследника в 1911 фонд рукописей Дидро стал собственностью семьи Ле Вавассёр, и некоторые рукописи были опубликованы в 1920—30 годах. Полностью же фонд стал доступен исследователям и издателям лишь в 1951, когда его купила Национальная библиотека Франции. Но к этому времени уже давно обнародовали главные из них по копиям. Процесс этот начал Ж. А. Нежон, который, несмотря на противодействие Вандель, опубликовал находившиеся у него рукописи Дидро в 15-томном собрания его сочинений. Это дело продолжили издатели двух следующих собраний сочинений — А. Белен и Ж. Л. Бриер, покупавшие рукописи у частных лиц. С 1820-х годов важным источником рукописей стал закрытый эрмитажный фонд Дидро. Некоторые его хранители тайно копировали их и переправляли парижским издателям, с 1856 года это разрешили делать с большей частью рукописей. Первое относительно полное (20-томное) собрание сочинений Дидро осуществили в 1870-х Ж. Ассеза и М. Турнё. В конце XIX века Турнё опубликовал работы Дидро о России. В XX веке издали несколько новых томов его писем.

## «Энциклопедия»
Дидро обладал широким и всесторонним образованием, солидными знаниями в области философии и естествознания, социальных наук, литературы, живописи, театра и т. п. Это позволило ему стать организатором и главным редактором «Энциклопедии», первый том которой вышел в 1751 году, и которая с перерывами издавалась в течение двадцати девяти лет. Дидро был автором большинства статей по точным наукам, экономике, механике, философии, политике, религии. Под его редакцией были созданы первые 28 из 35 томов «Энциклопедии» — 17 томов текста (6 тысяч статей) и 11 томов «гравюр» (иллюстраций к тексту), опубликованные между 1751 и 1766 годами.
К 200-летию со дня смерти Дидро в 1984 году французской почтой для заморского департамента Уоллис и Футуна была выпущена почтовая марка номиналом в 100 франков с портретом философа и изображением титульного листа «Энциклопедии».

## Кинематограф
- Дамы Булонского леса (1945) — режиссёр Робер Брессон, экранизация одной из историй в романе Дени Дидро «Жак фаталист».
- Монахиня (1966) — режиссёр Жак Риветт. Точное название фильма — «Сюзанна Симонен, монахиня Дени Дидро».
- Жак-фаталист и его хозяин (ТВ, 1984) — режиссёр Клод Сантелли.
- Распутник (2000) — режиссёр Габриэль Агийон.
- Фаталист (2005) — режиссёр Жуан Бутелью.
- Монахиня (2013) — режиссёр Гийом Никлу.

## Память
В 1979 году Международный астрономический союз присвоил имя Дени Дидро кратеру на обратной стороне Луны.